# تکامل چین سه‌بعدی

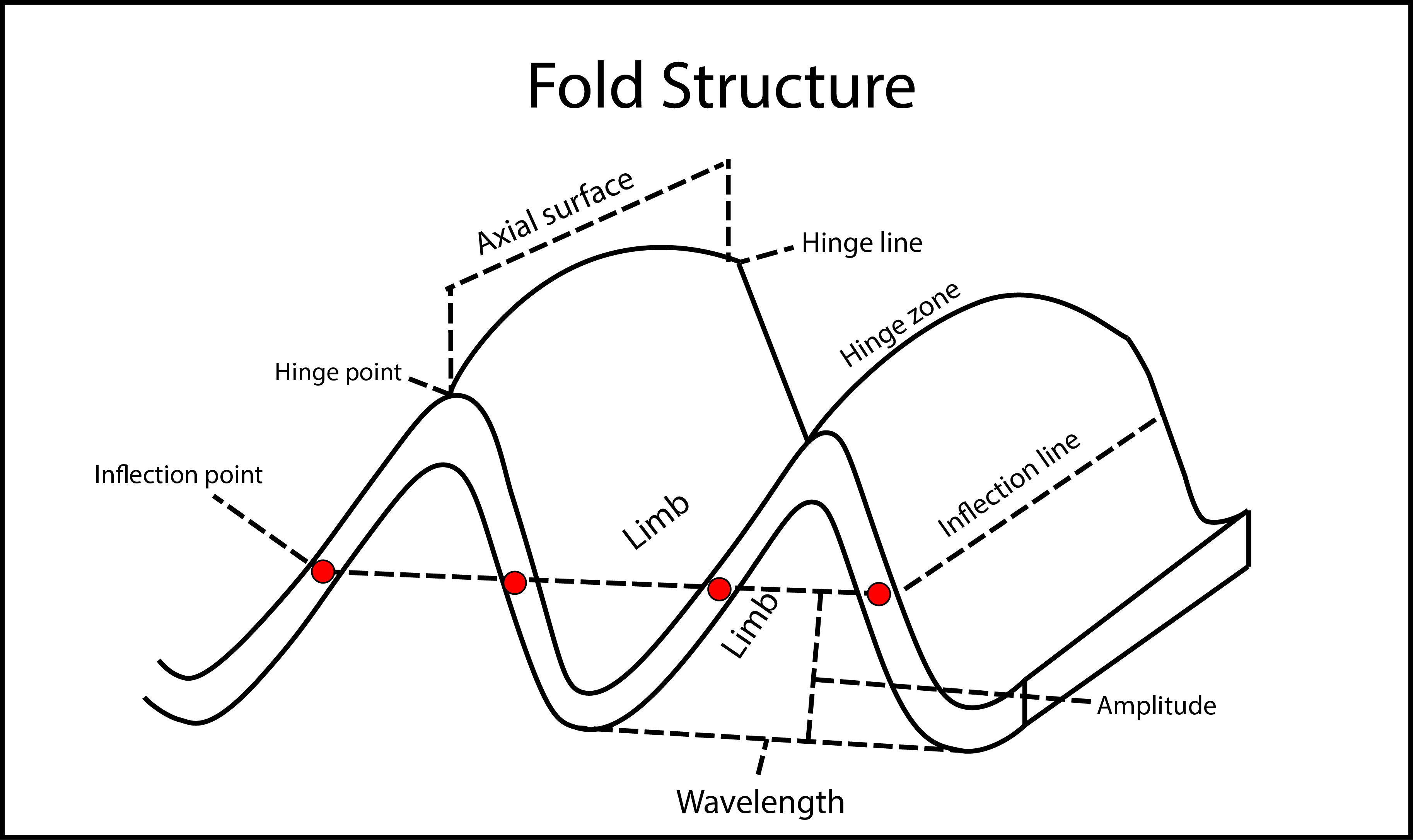
ساختار اصلی یک چین

تصویر ۱: رشد چین سه بعدی تحت تنش فشاری. رنگ زرد، نارنجی و قرمز نشان دهنده ارتفاع است که در آن رنگ روشن‌تر نشان دهنده ارتفاع بالاتر می‌باشد.

در زمین‌شناسی، تکامل سه‌بعدی چین به مطالعه کامل ساختار سه بعدی یک چین در طول زمان تغییرات آن می‌پردازد. چین یک ساختار زمین‌شناسی سه بعدی رایج است که با تغییر شکل کرنش تحت تنش همراه است . تکامل چین در سه بعد را می‌توان به‌طور کلی به دو مرحله تقسیم کرد، یعنی رشد چین و پیوند آن. تکامل به سینماتیک چین، علل چین خوردگی، و همچنین تراز و تعامل هر ساختار نسبت به یکدیگر بستگی دارد. راه‌های مختلفی برای بازسازی پیشرفت تکامل چین‌ها وجود دارد، به ویژه با استفاده از شواهد رسوبی ، شواهد ژئومورفولوژیکی و بازسازی متعادل. درک تکامل چین‌ها مهم است زیرا به نفت شناسان کمک می‌کند تا درک بهتری در مورد توزیع تله‌های ساختاری هیدروکربن به دست آورند.

## رشد چین سه بعدی

تحت تنش فشاری، چین‌ها در هر سه بعد رشد می‌کنند، از جمله تقویت چین‌های عمودی و انتشار چین‌های جانبی، هم در امتداد تاج چین و هم عمود بر تاج چین. رشد چین‌خوردگی سه‌بعدی را می‌توان در مناطقی مانند کوه‌های زاگرس در عراق و ایران و همچنین ویلر ریج در کالیفرنیا، ایالات متحده مشاهده کرد.
بُعد عمودی یک چین را می‌توان به عنوان یک دامنه توصیف کرد. بُعد افقی یک چین را می‌توان با طول موج و خط مفصل یک چین توصیف کرد. با رشد سه بُعدی یک چین، دامنه، طول موج و طول خط مفصل افزایش می‌یابد.

### پوشش چین

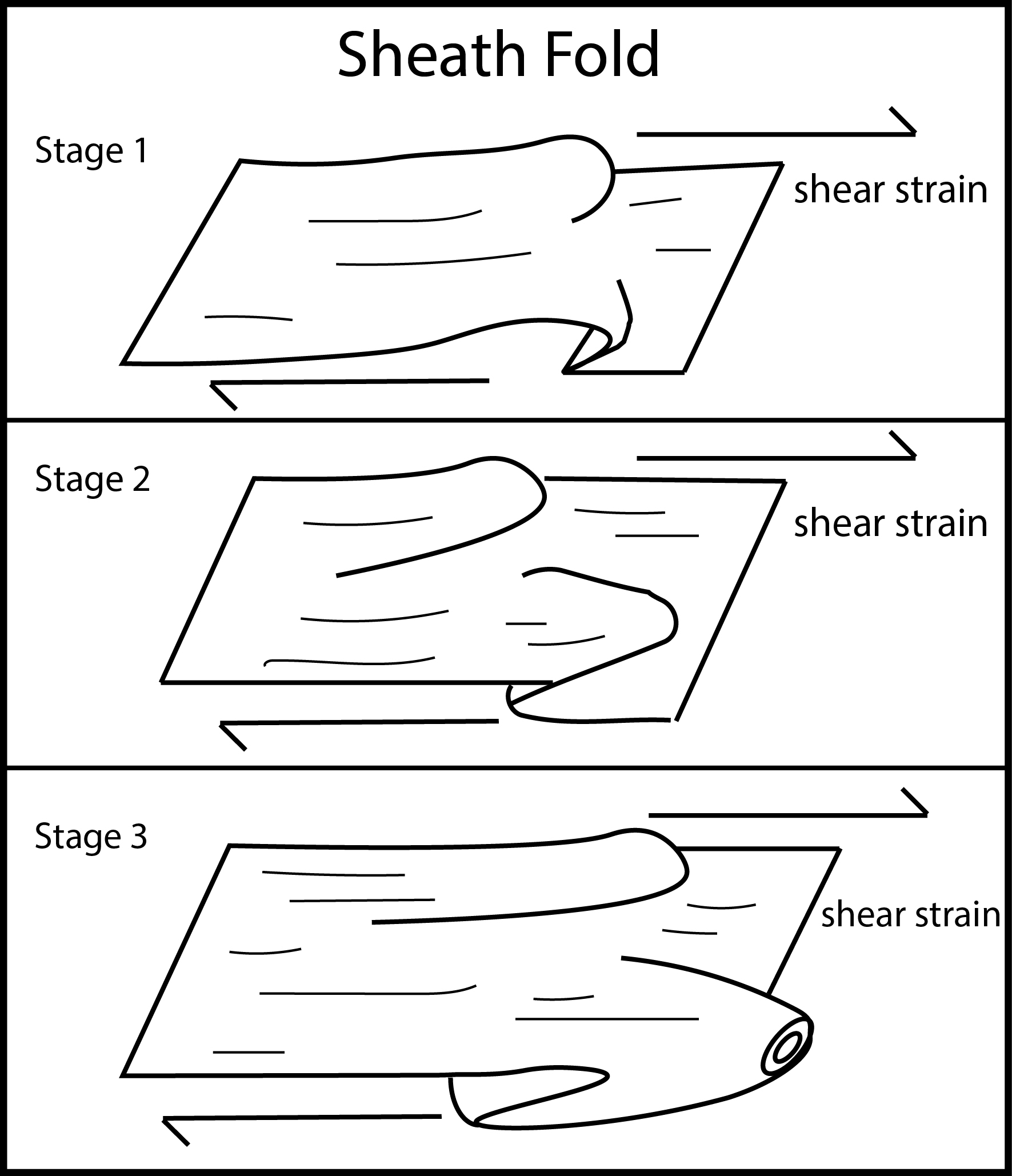
نموداری که ساختار و تکامل یک پوشش چین را نشان می‌دهد

پوشش چین‌ها در مناطقی شکل می‌گیرند که سنگ‌ها به دلیل تفاوت در یک سری ویژگی‌ها در بین لایه‌ها، واکنش متفاوتی به برش ساده نشان می‌دهند. خط مفصل در پوشش چین به شدت خم شده‌است.

## سینماتیک چین
تحت فشار، خم شدن لایه سنگ با یکی از دو فرایند سینماتیکی، یا با جابه‌جایی مفصل یا با چرخش اندام رخ می‌دهد.

### جابه‌جایی مفصل

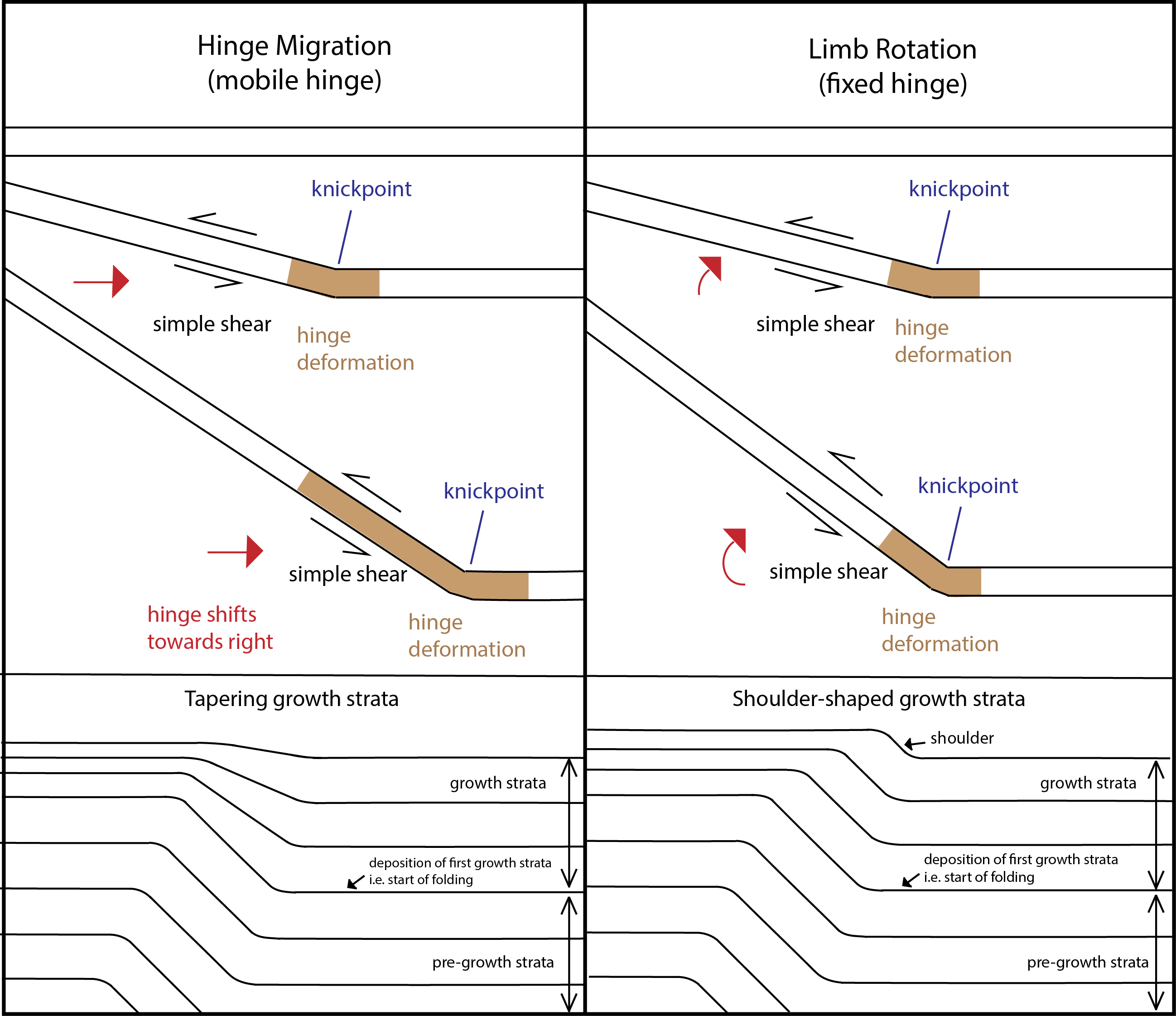
تصویر ۳: تصویری از سینماتیک دوگانه، مهاجرت مفصل (چپ) و چرخش اندام (راست) و الگوی طبقات رشد مربوطه آنها.

شکل ۱۶ خط قهوه ای: خط مفصل چین خوردگی فلش قرمز: جهت رشد چین‌های جانبی.

شکل ۱۷ خط قهوه ای: خط مفصل چین خوردگی فلش قهوه ای: جهت فرورفتن چین؛ فلش قرمز: جهت رشد چین‌های جانبی. Amid: ارتفاع نسبی وسط افقی منطقه. د: فاصله عمودی بین خطوط لولای چین‌های نزدیک.

یک مفصل چین دار می‌تواند زمانی که طبقات با جابه‌جایی مفصل تا می‌شوند جابه‌جا شوند اما زمانی که طبقات با چرخش اندام تا می‌شوند، مفصل ثابت می‌شود. حداقل یکی از مفصل‌های تاشو در کل ساختار چین متحرک در طول رشد چین سه بعدی است. به عنوان مثال، با مدل‌های سینماتیکی نشان داده شده، ساختار چین‌های انتشار گسل باید شامل سه چین طاقی/ناودیس با مفصل‌های مهاجر و یکچین طاقی با چرخش اندام مفصل ثابت باشد.
جابه‌جایی مفصل را می‌توان از چرخش اندام با چندین ویژگی ساختاری و ژئومورفولوژیکی متمایز کرد.
اقشار رشد، همچنین به عنوان لایه‌های سنتکتونیکی شناخته می‌شوند، لایه‌های رسوبی‌ای هستند که همزمان با چین خوردگی رسوب می‌کنند. این لایه‌ها با کاهش ضخامت طبقات به سمت تاج تاقدیس (چین طاقی) مشخص می‌شوند (شکل ۱). آنها در الگوهای هندسی مختلف وجود دارند. تنوع در الگوهای هندسی را می‌توان به سینماتیک چین، سرعت بالا آمدن و سرعت رسوب نسبت داد.
نقطه ضربه یک اصطلاح مورفولوژیکی برای بخشی از دره رودخانه فعلی یا متروک است که تغییر ناگهانی در شیب را نشان می‌دهد و می‌تواند به فرسایش دیفرانسیل یا تغییر شکل ساختاری نسبت داده شود. آنها معمولاً با آبشارها و دریاچه‌ها مرتبط هستند.
| جابه‌جایی مفصل در مقابل چرخش اندام | جابه‌جایی مفصل در مقابل چرخش اندام           | جابه‌جایی مفصل در مقابل چرخش اندام     |
| ویژگی‌های ساختاری و ژئومورفولوژیکی | جابه‌جایی مفصل                               | چرخش اندام                            |
| --------------------------------- | ------------------------------------------- | ------------------------------------- |
| الگوی اقشار رشد                   | شانه ای شکل                                 | باریک شدن تدریجی                      |
| تغییر شکل مفصل                    | در اندام و مفصل                             | فقط نزدیک مفصل ثابت                   |
| نقطه ضربه                         | تغییر در جهت جابه‌جایی مفصل                  | موقعیت ثابت                           |
| شکاف باد                          | از یک رودخانه می‌توان چند شکاف باد ایجاد کرد | بعید است بیش از یک شکاف باد تشکیل شود |

## مکانیسم چین خوردن
چین‌هایی که ممکن است طولانی‌مدت رشد سه‌بعدی را تجربه کنند را می‌توان با توجه به عللشان به دو گروه تقسیم کرد: چین‌های جداشده و چین‌های اجباری. آنها عمدتاً با وجود کنترل خطای اصلی در ساختار چین در چین‌های اجباری و عدم وجود آن در چین‌های جدا شده متمایز می‌شوند. علل چین خوردگی که به رشد چین چشمگیر در هر سه بعد کمک نمی‌کنند، مانند چین‌های سطحی، کشیدگی چین‌ها و تاقدیس‌های غلتشی در این گروه‌ها نیستند.

### جدا شدن چین
|  |  |

همان‌طور که در تشبیه بصری چین‌های جداشدگی در شکل ۴ نشان داده شده‌است، چین‌ها در لایه‌های سنگی بالای سطح جدایش یافت می‌شوند، در حالی که لایه‌های سنگ در زیر آن بدون تغییر شکل می‌مانند، زیرا کرنش کوتاه‌کننده است. در لایه‌های سنگی بالای سطح جدایش متمرکز شده‌است. در محیطی که در آن لایه‌های همپوشانی توانایی متضاد پیدا می‌کنند، یک سطح جدایش (واسط بین کاغذ و میز) معمولاً در امتداد لایه‌ها در واحد صخره‌ای مناسب (مانند ماسه سنگ) یا در امتداد فصل مشترک واحد سنگی شایسته و نالایق (مانند تبخیر) یافت می‌شود. . زمانی که لایه‌های سنگی بالای سطح جدایش تحت تنش کوتاه‌تر موازی یا با زاویه کم نسبت به لایه‌ها قرار می‌گیرند، یک چین دامنه بالاتر، طول موج بلندتر و عرض وسیع‌تر به دست می‌آورد. جدای از پارامترهای تنش، تضاد ویژگی‌ها در بین طبقات و تغییر جابجایی در امتداد سطح جدایش، عوامل اصلی کمک به هندسه چین‌خوردگی و الگوی رشد سه‌بعدی هستند.

### چین خوردگی اجباری
دو نوع متداول چین‌های اجباری عبارتند از: چین‌خوردگی خمشی و چین‌خوردگی با انتشار گسل. چین خوردگی در بالای دیواره آویزان یک پیچش تاشو در یک چین خم گسل رخ می‌دهد، در حالی که چین خوردگی بالای بریدگی یک گسل رانش (نوک گسله) در یک چین انتشار گسل رخ می‌دهد. آنها معمولاً بسیار نامتقارن هستند و یک طرف اندام بسیار شیب دارتر از طرف دیگر هستند. تنش کوتاه شدن معمولاً در زاویه بالایی نسبت به لایه‌ها قرار دارد و در امتداد صفحه لغزش و در دیواره متصل گسل رانش متمرکز می‌شود. با لغزش سنگ در امتداد صفحه گسل، گسل رانش همسن زیرین، چین‌خوردگی دارای دامنه بالاتر، طول موج بلندتر و عرض وسیع‌تر می‌شود و تأثیر عمده‌ای بر رشد سه بعدی چین می‌گذارد؛ بنابراین چین‌های اجباری توسط ساختار گسلی در سنگ‌های زیرزمین در امتداد سطوح گسل مسطح یا لیستریک کنترل می‌شوند. مقدار جابجایی گسل دامنه یک چین را کنترل می‌کند، رشد جانبی گسل به معنای رشد جانبی چین و پیوند گسل دلالت بر پیوند چین بر روی سطح دارد. وقتی با چین‌های جداشدگی مقایسه می‌شود، ویژگی متضاد در بین لایه‌ها آنچنان مشخص نیست و محیط‌های ساختمان طبقات زمین‌شناسی که در آنها یافت می‌شوند اغلب متنوع‌تر هستند.
|  |  |

زمانی که تنش کوتاه شدن از حداکثر استحکام سنگ فراتر می‌رود، چین جداشدگی می‌تواند به چین اجباری تبدیل شود و در نتیجه سطح جدایش ممکن است به سمت بالا به سمت هسته تاقدیس منتشر شود و چین جداشدگی را خراب کند. ساختار حاصل ویژگی‌های چین جداشدگی و چین انتشار گسل را نشان می‌دهد. ساختار نمونه ای از این نوع را می‌توان در کمربند تاشو می‌سی‌سی‌پی فن در خلیج مکزیک یافت.

## شناسایی رشد چین‌های سه بعدی

### رشد چین در ابعاد مقطع، در عرض محور
مدل‌سازی تکامل سینماتیک چین‌ها در نمای مقطعی معمولاً براساس یکی از طرح‌های زیر است: ترمیم متعادل، مدل‌سازی سینماتیک رو به جلو یا ترکیبی از این دو.

### رشد چین در بعد جانبی
ترمیم بخش در هر سه بُعد فقط توسط نرم‌افزار بسیار تخصصی قابل انجام است و عمدتاً برای مطالعات هیدروکربنی استفاده می‌شود.
روش دیگر، شواهد ژئومورفولوژیکی، به ویژه ویژگی‌های زهکشی، می‌تواند برای تعیین جهت انتشار جانبی رشد چین استفاده شود. شش معیار اصلی برای شناسایی رشد چین‌های جانبی وجود دارد:

#### درجه تشریح سطح و تراکم زهکشی در امتداد تاج چین خوردگی
تراکم زهکشی (= طول کل رودخانه / مساحت حوضه زهکشی) و درجه تشریح سطح همراه با جهت انتشار یک چین کاهش می‌یابد. تراکم زهکشی بیشتر و درجه تشریح سطحی بیشتر در یک بخش خاص از یک بخش چین خوردگی مربوط به بلوغ بالاتر آن قسمت است، که می‌توان چنین استنباط کرد که آن قسمت برای مدت زمان طولانی تری پس از بالا آمدن در معرض فرسایش قرار گرفته‌است. از این رو، نسبتاً زودتر از سایر بخش‌های چین بالا آمدن را تجربه کرد . تجزیه و تحلیل ریاضی بلوغ زهکشی که طول و ترتیب آبراهه را در نظر می‌گیرد نیز می‌تواند برای تعیین سن نسبی حوضه‌های زهکشی مختلف استفاده شود.

#### تغییر تدریجی نیمرخ خاک
بخش‌های قدیمی‌تر یک چین خوردگی فرسایش بیشتری را تجربه می‌کنند و بنابراین در مقایسه با همتایان جوان‌تر خود، مشخصات خاک متفاوتی دارند. پروفیل‌های خاک را می‌توان با توجه به مراحل مورفولوژیکی افق کربناته در خاک، توده کربنات ثانویه، محتوای اکسید آهن، میزان رس، ضخامت لایه رسی و روشنایی رنگ خاک و در نتیجه جانبی ایجاد می‌شود. جهت رشد چین علاوه بر این، تاریخ‌گذاری مواد خاک با سری کربن ۱۴ یا اورانیوم، محدودیت زمانی را در بخش‌های خاصی از چین ایجاد می‌کند و بنابراین به تثبیت سرعت رشد چین‌های جانبی کمک می‌کند.
با این وجود، این معیار مقایسه بر این فرض است که زمان تنها عامل مهمی است که به تفاوت‌های پروفیل‌های خاک در قسمت‌های مختلف چین کمک می‌کند و سایر عوامل برای تغییرات مانند مواد اولیه خاک، آب و هوا، پوشش گیاهی و اولیه را حذف می‌کند. توپوگرافی بنابراین، تغییر تدریجی در نیمرخ خاک بیشتر یک نشانه ثانویه از رشد چین‌های جانبی است.

#### برجستگی ساختاری
بلندی ساختاری در امتداد تاج چین باید در امتداد جهت رشد چین کاهش یابد زیرا قسمت پیرتر چین نسبت به نقطه مقابل جوان‌تر خود برآمدگی بیشتری را تجربه می‌کند . با این حال، این می‌تواند در محیط‌های فرسایشی فعال که در آن فرسایش به جای بالا آمدن ناشی از رشد چین‌خوردگی، نیروی شکل‌دهنده غالب چشم‌انداز است، به شدت گمراه‌کننده باشد و در نتیجه تنها می‌تواند به عنوان شواهد ثانویه از رشد چین‌خوردگی استفاده شود.

#### الگوی زهکشی مشخصه در شیب تاقدیس
یک الگوی زهکشی دوشاخه ای نامتقارن در طول رشد جانبی یک چین بوجود می‌آید. جهتی که کانال‌های زهکشی از تاج چین‌خوردگی خم می‌شوند، جهت رشد چین‌های جانبی است (شکل 7) . وضعیت زیر را تصور کنید: در مرحله اولیه چین خوردگی و نزدیک به نوک چین، رودخانه تقریباً در امتداد تاج‌های چین به سمت انتهای چین جریان دارد، زیرا رودخانه تمایل دارد تا از حداکثر شیب به سمت پایین جریان یابد. با ادامه چین خوردگی، آن نقطه دیگر در نوک چین قرار ندارد زیرا چین به صورت جانبی رشد می‌کند. همان‌طور که نقطه به یک ارتفاع بالاتر می‌رود، حداکثر شیب دیگر در امتداد تاج چین نیست، بلکه به فاصله مفصل چین به سمت انتهای دیگر اندام چین می‌شود، که تقریباً عمود بر جهت اصلی است. در نتیجه، نسل جدید رودخانه به صورت عمود بر تاج چین در امتداد اندام‌های آن جریان دارد. به دلیل فرسایش شدید رودخانه در مسیر فوقانی، برخی از کانال‌های زهکشی مرحله اولیه در سنگ بستر عمیقاً بریده شده‌اند و بنابراین رودخانه در امتداد این قسمت‌های بالای کانال‌های قدیمی که از حداکثر شیب پیروی نمی‌کنند به جریان خود ادامه می‌دهد. در نتیجه، ترکیب جهت جریان چین‌خوردگی - تاج - موازی در قسمت بالایی کانال‌های زهکشی (که از مراحل اولیه تغییر شکل به ارث رسیده‌اند) و جهت چین‌خوردگی - تاج - عمود بر جریان در وسط و پایین کانال‌های زهکشی. یک الگوی زهکشی نامتقارن که شبیه یک چنگال خم شده‌است نتیجه می‌گیرد. این معیار یک مدرک قوی برای رشد چین‌های جانبی است.

#### جریان‌ها در اطراف دماغه چین منحرف می‌شوند
|  |  |

نهرها به هنگام برخورد با سنگ‌های برافراشته‌شده منحرف می‌شوند و در امتداد مرز چین، که موازی یا تقریباً موازی با محور چین است  و انحنای جریان منحرف شده به سمت جهت چین‌های جانبی محدب است، جریان می‌یابند. رشد در امتداد تاج چین
زمانی که مسیر یک رودخانه توسط یک بلوک سنگی مسدود شود، دو حالت ممکن است رخ دهد. حالت اول: جریان دارای قدرت جریانی است که به اندازه کافی بالا است تا از طریق صخره‌های برافراشته بریده شود، به طوری که مسیر رودخانه به‌طور قابل توجهی تغییر نخواهد کرد. در اثر فرسایش کانالی در صخره‌های برآمده باز می‌شود، شکل زمینی که به نام شکاف آب شناخته می‌شود. به جریان خود ادامه می‌دهد تا اینکه صخره بیشتر بالا بیاید و رودخانه دیگر قدرت فرسایشی کافی برای بریدن آن را نداشته باشد که منجر به حالت دوم می‌شود. حالت دوم: نهر قدرت فرسایشی کافی برای بریدن سنگ‌ها را ندارد، بنابراین منحرف شده تا همان‌طور که ذکر شد در امتداد مرز سنگ‌های برافراشته‌شده جریان یابد. کانال متروکه رودخانه به شکاف باد معروف است. از اینجا، رودخانه یا در امتداد مرز چین جاری می‌شود و به اطراف دماغه چین خم می‌شود، یا ممکن است در برخی نقاط با وجود بلوک، صخره‌ها را قطع کند، زیرا به دلیل به دست آوردن نیروی کافی جریان از طریق گرفتن نهرها از شاخه‌های کوچک در امتداد این بلوک وجود دارد. جریان آن، یا وجود یک نقطه ضعیف خاص در سنگ . در هر صورت، رودخانه به جریان خود ادامه می‌دهد تا زمانی که بالا آمدن بیشتر صخره‌ها، عبور از آن را برای رودخانه بسیار دشوار می‌کند، که دوباره منجر به انحراف کانال و تشکیل شکاف باد جدید می‌شود.

#### شکاف‌های باد
ارتفاع شکاف‌های باد در امتداد جهت رشد چین کاهش می‌یابد و انحنای شکاف‌های باد منحنی به سمت جهت رشد چین محدب می‌شود. در صورتی که رشد چین‌های جانبی پیوسته وجود داشته باشد و رودخانه همچنان در حال انحراف باشد، با رها کردن کانال قبلی خود و تشکیل کانال جدید در اطراف بیرون چین در حال توسعه، می‌توان از یک رودخانه شکاف‌های باد متعددی ایجاد کرد. در نمای توپوگرافی در امتداد تاج چین، شکاف‌های باد به صورت دره V شکل عمیق و باریک ظاهر می‌شود. عمق برش یک شکاف باد مربوط به دوره فرسایش فعال رودخانه قبل از رها شدن کانال است، یعنی مدت زمان حالت رودخانه یا شکاف آب بودن آن. از آنجایی که زمان رها شدن یک کانال قدیمی رودخانه (زمان تشکیل شکاف باد جدید) زمان تشکیل کانال رودخانه جدید و شروع فرسایش در کانال جدید است، ارتفاع پایه یک شکاف باد تقریباً برابر است. به ارتفاع سطح جانشین آن، مشروط بر اینکه از همان رودخانه تشکیل شده باشند. بنابراین، ارتفاع شکاف‌های باد باید همیشه در جهت رشد چین‌های جانبی در امتداد تاج چین‌خوردگی کاهش یابد، که یکی از قوی‌ترین، اگرچه نه تعیین‌کننده، شواهد از ویژگی‌های رشد چین‌خوردگی است. به عنوان نهرهای منحرف شده قبلی، برخی از شکاف‌های باد ممکن است انحنای محدب را به سمت جهت رشد چین‌های جانبی نشان دهند.
در مدل رقومی ارتفاع (DEM)، مشخصات طولی یک شکاف باد یک روند محدب رو به بالا و شکاف آب یک روند مقعر به سمت بالا یا خطی را نشان می‌دهد.
هیچ‌یک از روش‌های ذکر شده در تعیین رشد چین سه بعدی تعیین‌کننده نیست و باید ترکیبی از روش‌ها استفاده شود، زیرا مورفولوژی مشابهی را می‌توان با چرخش اندام و فرسایش دیفرانسیل در بین لایه‌هایی با صلاحیت‌های متفاوت تولید کرد، که دلالت بر سه بعدی ندارند. رشد برابر

### ویلر ریج، کالیفرنیا
تاقدیس ویلر ریج که در جنوب کالیفرنیا واقع شده‌است، چین‌خوردگی خمشی گسلی با روند شرق به غرب است، و بخشی از سیستم گسل رانشی پلیتو-ویلر ریج است. تغییر شکل ساختاری در منطقه از اواخر پلیستوسن فعال بوده‌است که منجر به رشد چین‌خوردگی سه بعدی قابل توجهی شده‌است.
انتهای شرقی تاقدیس با رشد چین خوردگی به سمت شرق - جنوب شرقی بوده‌است.
اولاً، ارتفاع ساختاری ریج شرقی ویلر از غرب به شرق کاهش می‌یابد، که نشان می‌دهد قسمت شرقی بخش مورد بررسی قرار گرفته و در زمانی کهن‌تر نسبت به قسمت غربی بخش مورد بررسی در معرض فرسایش قرار می‌گیرد. بدین ترتیب جهت رشد چین خوردگی غرب به شرق را پشتیبانی می‌کند
دوم، کانال‌های اصلی رودخانه‌ای که جریان دارند، انحناای را نشان می‌دهند که به سمت شرق-جنوب شرقی خم می‌شود. به نظر می‌رسد انحنای حاصل از بالا آمدن تدریجی سنگ‌ها به سمت شرق-جنوب شرقی است و شباهتی به الگوهای جریان‌های منحرف شده در طول رشد چین‌های جانبی را نشان می‌دهد. تحت این فرض، این شواهد از رشد چین‌خوردگی به سمت شرق-جنوب شرقی حمایت می‌کند.
سوم، رها شدن کانال‌های قدیمی رودخانه (تشکیل شکاف باد) را می‌توان در نمای توپوگرافی در سراسر تاج مرز مشاهده کرد. همان‌طور که در شکل ۱۲ نشان داده شده‌است، ارتفاع پایه شکاف باد تقریباً با ارتفاع سطحی شکاف آب ۱ مطابقت دارد، که نشان می‌دهد کانال اصلی رودخانه در امتداد شکاف باد همزمان با شروع جریان آب در شکاف آب ۱ رها شده‌است. و بنابراین احتمالاً این دو از رودخانه سراینده تشکیل شده‌اند. به نظر می‌رسد رودخانه ای که در ابتدا در شکاف باد جریان دارد به دلیل بالا آمدن منحرف شده و در عوض در امتداد شکاف آب ۱ جریان دارد؛ بنابراین، شواهد قوی وجود دارد که چین‌خوردگی را به صورت جانبی به سمت شرق-جنوب شرقی حمایت می‌کند.
چهارم آنالیز خاک نشان دهنده سطح بالای توسعه خاک در قسمت غربی قسمت مورد بررسی است و سطح توسعه خاک به تدریج به سمت شرق کاهش می‌یابد. پیشنهاد می‌شود که بخش غربی منطقه مورد بررسی نسبت به قسمت شرقی سن بالاتری داشته باشد و در نتیجه چین از غرب به شرق رشد می‌کند.

## پیوند چین خوردگی

### جهت‌گیری پیوند
در ناحیه‌ای که تحت تأثیر تنش منطقه‌ای قرار گرفته‌است، بیشتر گسل‌ها و چین‌خوردگی‌ها در امتداد ضربه قرار دارند. در چین‌های اجباری، پیوند چین‌ها به شدت با پیوند گسل‌های زیرین مرتبط است. رشد و جابجایی گسل‌ها نه تنها تحت تأثیر تنش میدان دور منطقه، بلکه موقعیت گسل‌ها نسبت به یکدیگر نیز قرار می‌گیرد. این نتیجه یک مکانیسم بازخورد مثبت بارگذاری مجدد است، که نشان می‌دهد ایجاد تنش در جمعیت گسل‌هایی که در امتداد ضربه قرار گرفته‌اند بسیار سریعتر از آنهایی است که در سایه تنش قرار دارند (یعنی عرضی به ترازهای اصلی) و بنابراین فرکانس بالاتر گسیختگی و نرخ رشد در گسل‌هایی که به‌طور بهینه تراز هستند. برعکس، گسل‌هایی که در سایه تنش قرار دارند، شل شده و فرکانس گسیختگی و رشد کمتری دارند. همان‌طور که محلی سازی تغییر شکل در بین گسل‌ها ادامه دارد، برخی از گسل‌ها ممکن است تنش را متمرکز کنند و پس از پیوند با گسل‌های دیگر، یک گسل اصلی را تشکیل دهند که بیشتر جابجایی منطقه را در خود جای می‌دهد. از سوی دیگر، گسل‌هایی که در سایه تنش قرار می‌گیرند، در نرخ رشد کاهش یافته و حتی در دراز مدت غیرفعال می‌شوند. در نتیجه، در ناحیه‌ای با تنش فشاری فراگیر، دو بخش چینی ادغام شده معمولاً در امتداد هم تراز هستند، زیرا چین‌ها در صورتی که به روش‌های مطلوب تراز نباشند احتمالاً غیرفعال می‌شوند.

### حالت پیوند
| پیوند خطی | پیوند سطحی | بدون پیوند                                                                 |
| --- | --- | -------------------------------------------------------------------------- |
| | |                                                                            |
| لندفرم‌های حاصل | |                                                                            |
| یک چین استوانه ای پیوسته که با محور چین، چین‌های جنینی هم راستا است در بین چین‌های نزدیک تشکیل می‌شود                                                                           | یک زین منحنی در بین چین‌های نزدیک تشکیل می‌شود | بخش‌های چین‌های جنینی بدون تعامل مکانیکی از کنار یکدیگر رشد می‌کنند           |
| ساختار کلی | |                                                                            |
| یک چین استوانه‌ای پیوسته که عمود بر نیروی زمین ساختی منطقه‌ای است که شبیه ساختار تاخوردگی نوع ۱ است. می‌توان آن را با یک چین جنینی در حال رشد با طول محوری چین بزرگ اشتباه گرفت | یک ساختار تاقدیس استوانه ای منفرد با مفصل تاشو خم شده در اطراف نقطه اتصال، شبیه سازه تای مجدد نوع 2                                                                                  | دو قطار چینی تاقدیس موازی متضاد و یک شکل ناودیس                            |
| ملاحظات | |                                                                            |
| ساختار کلی را می‌توان به راحتی با یک چین جنینی در حال رشد با طول محوری چین بزرگ اشتباه گرفت. بخش‌های چین خوردگی جنینی در جهتی عمود بر نیروی زمین ساختی منطقه رشد می‌کنند.       | بخش‌های چین‌خوردگی جنینی در حال رشد به صورت پلکانی در یک راستا قرار می‌گیرند و به صورت مورب به هم می‌پیوندند. بخش‌های چین خوردگی جنینی در جهتی عمود بر نیروی زمین ساختی منطقه رشد می‌کنند. | بخش‌های چین خوردگی جنینی در جهتی عمود بر نیروی زمین ساختی منطقه رشد می‌کنند. |

## شناسایی پیوند چین
ارتفاع متوسط و نسبی سطح در وسط افقی سطح در ناحیه دماغه چین‌های نزدیک، برای تعریف وضعیت دو ساختار نزدیک در طیف از بدون پیوند به پیوند خطی یا سطحی مفید است. ارتفاع نسبی به عنوان ارتفاع سطح نقطه مورد نظر منهای میانگین ارتفاع سطح ناحیه نوک چین‌های نزدیک تعریف می‌شود (شکل ۱۵ را ببینید).
اگر A mid >0، پیوند وجود دارد.
اگر A mid <0، پیوند وجود ندارد.
اگر A mid ~ ۰ باشد، ساختار در منطقه انتقالی بین پیوند و بدون پیوند است.
پس از تعیین وجود پیوند بین بخش‌های دوگانه، می‌توان پیوند خطی بین قطعات را توسط یک زین ضد فرم مستقیم در بین دو چین اصلی شناسایی کرد. برای یک اتصال سطحی، چین‌های اصلی بخش‌ها با یک زین منحنی ضد فرم در بین آن‌ها به هم متصل می‌شوند.